# Rabia Salihu Sa'id
 Der er for få eller ingen kildehenvisninger i denne artikel, hvilket er et problem. Du kan hjælpe ved at angive troværdige kilder til de påstande, som fremføres i artiklen.

Rabia Salihu Sa'id (født 21. april 1963 i Wangara, Gezawa, Kano, Nigeria) er en nigeriansk fysiker. Hun er professor ved Bayero University Kano og forsker i rumvejr og atmosfærisk fysik. Hun er desuden engageret i videnskabsformidling. I 2015 modtog hun  Elsevier Foundation Award for Women Scientists in the Developing World.